# Panamerikanische Spiele 2011/Wasserspringen
Bei den Panamerikanischen Spielen 2011 in Guadalajara, Mexiko wurden vom 26. bis 29. Oktober 2011 insgesamt acht Wettbewerbe im Wasserspringen ausgetragen, jeweils vier für Frauen und Männer.
Die mexikanischen Athleten dominierten die Wettbewerbe und gewannen alle acht Wettbewerbe. Sie holten zudem die maximal mögliche Zahl von zwölf Medaillen. Insgesamt gewannen Athleten aus sechs Nationen Medaillen. Die kanadischen und US-amerikanischen Athleten, die bei den vorherigen Panamerikanischen Spielen die Wettbewerbe im Wasserspringen dominierten, konnten nicht überzeugen. In allen vier Einzeldisziplinen konnten die jeweiligen Sieger Quotenplätze für die Olympischen Spiele 2012 in London gewinnen. Da sich aber alle siegreichen Athleten bereits bei der Weltmeisterschaft qualifiziert hatten, wurden letztlich keine Quotenplätze vergeben.

## Teilnehmer
Insgesamt nahmen 60 Wasserspringer an den Wettbewerben teil, 28 Frauen und 32 Männer. Es waren zehn verschiedene Nationen vertreten.
| Brasilien (4/4) Chile (2/2) Dominikanische Republik (0/1) Kanada (4/4) | Kolumbien (2/3) Kuba (4/4) Mexiko (3/5) Puerto Rico (2/1) | USA (4/4) Venezuela (3/4) |

## Ergebnisse

### Frauen

#### 3-Meter-Kunstspringen
| Platz | Land        | Athlet           | Punkte |
| ----- | ----------- | ---------------- | ------ |
| 1     | Mexiko      | Laura Sánchez    | 374,60 |
| 2     | USA         | Cassidy Krug     | 372,65 |
| 3     | Mexiko      | Paola Espinosa   | 356,20 |
| 4     | USA         | Kassidy Cook     | 348,90 |
| 5     | Kanada      | Jennifer Abel    | 347,55 |
| 6     | Brasilien   | Juliana Veloso   | 327,70 |
| 7     | Kanada      | Émilie Heymans   | 325,90 |
| 8     | Kolumbien   | Diana Pineda     | 275,80 |
| 9     | Venezuela   | María Betancourt | 270,00 |
| 10    | Puerto Rico | Luisa Jiménez    | 250,30 |
| 11    | Kolumbien   | Carolina Murillo | 239,65 |
| 12    | Kuba        | Daylet Valdes    | 221,30 |

Vorkampf und Finale am 28. Oktober

#### 10-Meter-Turmspringen
| Platz | Land      | Athlet           | Punkte |
| ----- | --------- | ---------------- | ------ |
| 1     | Mexiko    | Paola Espinosa   | 370,60 |
| 2     | Mexiko    | Tatiana Ortiz    | 369,05 |
| 3     | Kanada    | Meaghan Benfeito | 358,20 |
| 4     | Kanada    | Roseline Filion  | 345,65 |
| 5     | Brasilien | Andressa Mendes  | 279,95 |
| 6     | Venezuela | María Betancourt | 274,10 |
| 7     | Kuba      | Annia Rivera     | 267,90 |
| 8     | Kolumbien | Carolina Murillo | 262,55 |
| 9     | USA       | Amy Korthauer    | 262,00 |
| 10    | USA       | Amy Cozad        | 260,60 |
| 11    | Venezuela | Lisette Ramirez  | 242,00 |
| 12    | Brasilien | Natali Cruz      | 219,00 |

Vorkampf und Finale am 26. Oktober

#### 3-Meter-Synchronspringen
| Platz | Land      | Athlet                         | Punkte |
| ----- | --------- | ------------------------------ | ------ |
| 1     | Mexiko    | Laura Sánchez Paola Espinosa   | 338,70 |
| 2     | Kanada    | Émilie Heymans Jennifer Abel   | 336,30 |
| 3     | USA       | Kassidy Cook Cassidy Krug      | 319,50 |
| 4     | Kuba      | Yoslaidi Herrera Daylet Valdes | 253,02 |
| 5     | Chile     | Wendy Espina Paula Sotomayor   | 217,44 |
| 6     | Brasilien | Andressa Mendes Natali Cruz    | 202,32 |

Finale am 29. Oktober

#### 10-Meter-Synchronspringen
| Platz | Land      | Athlet                           | Punkte |
| ----- | --------- | -------------------------------- | ------ |
| 1     | Mexiko    | Paola Espinosa Tatiana Ortiz     | 326,31 |
| 2     | Kanada    | Meaghan Benfeito Roseline Filion | 318,66 |
| 3     | Kuba      | Yaima Mena Annia Rivera          | 269,28 |
| 4     | USA       | Amy Cozad Amy Korthauer          | 257,16 |
| 5     | Venezuela | María Betancourt Lisette Ramirez | 229,86 |
| 6     | Brasilien | Andressa Mendes Natali Cruz      | 226,71 |

Finale am 27. Oktober

### Männer

#### 3-Meter-Kunstspringen
| Platz | Land      | Athlet                | Punkte |
| ----- | --------- | --------------------- | ------ |
| 1     | Mexiko    | Yahel Castillo        | 529,45 |
| 2     | Mexiko    | Julián Sánchez        | 480,65 |
| 3     | Brasilien | César Castro          | 462,15 |
| 4     | Kolumbien | Sebastián Villa       | 458,70 |
| 5     | Kanada    | François Imbeau-Dulac | 443,05 |
| 6     | USA       | Kristian Ipsen        | 429,20 |
| 7     | Venezuela | Edickson Contreras    | 426,85 |
| 8     | Kanada    | Reuben Ross           | 419,50 |
| 9     | Brasilien | Jorge Pupo            | 417,75 |
| 10    | USA       | Drew Livingston       | 391,70 |
| 11    | Kuba      | René Hernández        | 353,40 |
| 12    | Venezuela | Robert Páez           | 313,80 |

Vorkampf und Finale am 27. Oktober

#### 10-Meter-Turmspringen
| Platz | Land      | Athlet           | Punkte |
| ----- | --------- | ---------------- | ------ |
| 1     | Mexiko    | Iván García      | 553,80 |
| 2     | Mexiko    | Rommel Pacheco   | 508,20 |
| 3     | Kolumbien | Sebastián Villa  | 471,05 |
| 4     | Kuba      | Jeinkler Aguirre | 458,10 |
| 5     | USA       | Thomas Finchum   | 451,95 |
| 6     | Brasilien | Hugo Parisi      | 451,45 |
| 7     | Kanada    | Eric Sehn        | 413,50 |
| 8     | Kolumbien | Víctor Ortega    | 395,30 |
| 9     | Venezuela | Enrique Rojas    | 364,50 |
| 10    | Kanada    | Kevin Geyson     | 330,00 |
| 11    | Brasilien | Rui Marinho      | 315,85 |

Vorkampf und Finale am 29. Oktober

#### 3-Meter-Synchronspringen
| Platz | Land      | Athlet                        | Punkte |
| ----- | --------- | ----------------------------- | ------ |
| 1     | Mexiko    | Yahel Castillo Julián Sánchez | 457,32 |
| 2     | USA       | Troy Dumais Kristian Ipsen    | 411,99 |
| 3     | Kuba      | Jorge Pupo René Hernández     | 384,33 |
| 4     | Brasilien | Ian de Matos César Castro     | 377,79 |
| 5     | Kolumbien | Sebastián Villa Víctor Ortega | 375,03 |
| 6     | Kanada    | Eric Sehn Kevin Geyson        | 360,99 |
| 7     | Venezuela | Emilio Colmenarez Robert Páez | 345,57 |
| 8     | Chile     | Diego Carquin Donato Neglia   | 317,04 |

Finale am 26. Oktober

#### 10-Meter-Synchronspringen
| Platz | Land      | Athlet                               | Punkte |
| ----- | --------- | ------------------------------------ | ------ |
| 1     | Mexiko    | Iván García Germán Sánchez           | 479,88 |
| 2     | Kuba      | Jeinkler Aguirre José Antonio Guerra | 447,57 |
| 3     | Kanada    | Eric Sehn Kevin Geyson               | 399,93 |
| 4     | USA       | Thomas Finchum Drew Livingston       | 391,92 |
| 5     | Kolumbien | Juan Ríos Víctor Ortega              | 385,68 |
| 6     | Brasilien | Rui Marinho Hugo Parisi              | 373,65 |
| 7     | Venezuela | Edickson Contreras Enrique Rojas     | 362,64 |

Finale am 28. Oktober

## Medaillenspiegel
| Platz  | Land      | Gold | Silber | Bronze | Gesamt |
| ------ | --------- | ---- | ------ | ------ | ------ |
| 1      | Mexiko    | 8    | 3      | 1      | 12     |
| 2      | Kanada    | –    | 2      | 2      | 4      |
| 3      | USA       | –    | 2      | 1      | 3      |
| 4      | Kuba      | –    | 1      | 2      | 3      |
| 5      | Brasilien | –    | –      | 1      | 1      |
|        | Kolumbien | –    | –      | 1      | 1      |
| Gesamt | Gesamt    | 8    | 8      | 8      | 24     |